# Hysteropterum campestre
Hysteropterum campestre är en insektsart som beskrevs av Lindberg 1948. Hysteropterum campestre ingår i släktet Hysteropterum och familjen sköldstritar. Inga underarter finns listade i Catalogue of Life.